# Весёлый Кут (Новосибирская область)
Весёлый Кут — деревня в Купинском районе Новосибирской области России. Входит в состав Медяковского сельсовета.

## Этимология
Изначальное название деревни — Антратово, дано в связи с требованием крестьянина Тимофея Антратова, на земле которого и был расположен населённый пункт. Однако спустя несколько лет после основания Антратово переименовали в Весёлый Кут. Это не было связано с отнесением Антратова к кулакам в 1920-е годы, так как под названием «Веселокутский» населённый пункт фигурирует еще в итогах переписи за 1911 год. Существует версия, что это было сделано по инициативе деревенского выборного Мартына Ковбасюка. Также в числе возможных причин называются ссора жителей и Тимофея или приезд новых переселенцев, благодаря которым и появился топоним. Современное название деревни образовано от прилагательного «весёлый» и слова «кут», означающего «место».

## География
Площадь деревни — 133 гектара.

## Население
| 2002 | 2007 | 2010 |
| ---- | ---- | ---- |
| 346  | ↘301 | ↘232 |

## Инфраструктура
В деревне по данным на 2007 год функционируют 1 учреждение здравоохранения и 1 учреждение образования.